# Uganda en los Juegos Paralímpicos de Heidelberg 1972
Uganda estuvo representada en los Juegos Paralímpicos de Heidelberg 1972 por dos deportistas masculinos. El equipo paralímpico ugandés no obtuvo ninguna medalla en estos Juegos.